# Nesodden
Nesodden est une municipalité du comté d'Akershus en Norvège, située 7 km au sud d'Oslo.

## Description
Nesodden est située sur la pointe de la péninsule entre le principal Oslofjord et son bras le Bunnefjorden.
Le centre administratif de la commune est Nesoddtangen. Les autres localités sont :  
- Torvik ;
- Fjellstrand ;
- Nesoddtangen ;
- Bjørnemyr ;
- Oksval ;
- Skoklefall ;
- Blylaget ;
- Bomannsvik ;
- Fagerstrand.

Le lycée est le Nesodden Videregående Skole.
Nesodden a un hôpital universitaire — Sunnaas sykehus — pour la rehabilitation des victimes d'accidents. L'église romane médiévale de Nesodden est située au sud-est du village.

## Îles
- Husbergøya
- Ildjernet
- Langøyene
- Skjælholmene
- Steilene

## Zones protégées
- Réserve naturelle de Husbergøya
- Réserve naturelle de Knerten (archipel de Steilene)
- Zone de conservation des plantes Fyrsteilene (archipel de Steilene)
- Réserve naturelle de Søndre Skjælholmen
- Réserve naturelle de Nordre Skjælholmen

## Personnalités
- Peder Kjellsby (1972-), musicien norvégien, habite à Nesodden ;
- Helene Rask, mannequin, est née à Nesodden en 1980 ;
- Alexander Rybak, chanteur, compositeur habite avec ses parents à Nesodden.

Nesodden est le siège de la Fédération norvégienne de Scrabble.